# Vaejovis curvidigitus
Espèce
Vaejovis curvidigitus est une espèce de scorpions de la famille des Vaejovidae.

## Distribution
Cette espèce est endémique du Mexique. Elle se rencontre au Guerrero vers Taxco et au Morelos.

## Description
Le mâle holotype mesure 32,2 mm et la femelle paratype 32,8 mm. Vaejovis curvidigitus mesure de 30 à 40 mm.

## Publication originale
- Sissom, 1991 : « Systematic studies on the nitidulus group of the genus Vaejovis, with descriptions of seven new species (Scorpiones, Vaejovidae). » The Journal of Arachnology, vol. 19, no 1, p. 4-28 (texte intégral).